# Сорокино (Дедовичский район)
Соро́кино — деревня в Дедовичском районе Псковской области России. Входит в состав Пожеревицкой волости.
Расположена в южной части района на реке Кобылица, в 27 км к юго-западу от райцентра Дедовичи и в 16 км к югу от села Пожеревицы.

## Население
| 2001 | 2002 | 2010 |
| ---- | ---- | ---- |
| 275  | ↘229 | ↘132 |

Численность населения деревни по оценке на начало 2001 года составляла 275 жителей.

## История
До июня 2010 года деревня была административным центром ныне упразднённой Сорокинской волости Дедовичского района.